# Faucherea parvifolia
Faucherea parvifolia är en tvåhjärtbladig växtart som beskrevs av Paul Lecomte. Faucherea parvifolia ingår i släktet Faucherea och familjen Sapotaceae.
Artens utbredningsområde är Madagaskar. Inga underarter finns listade i Catalogue of Life.